# Theridion kochi
Theridion kochi là một loài nhện trong họ Theridiidae.
Loài này thuộc chi Theridion. Theridion kochi được Carl Friedrich Roewer miêu tả năm 1942.